# Clinus spatulatus
Clinus spatulatus é uma espécie de peixe da família Clinidae.
É endémica da África do Sul.